# ぐるめどす
ぐるめどすとは、京都・滋賀・奈良・大阪の飲食店情報を集めたグルメサイトである。
飲食店の情報を利用者は無料で検索・閲覧することができる京都を中心としたグルメサイトである。京都を中心に扱うグルメサイトとして京都では圧倒的な存在であり、情報量の多さや知名度から多くの利用者の支持を得ている。実際に来店した感想を書き込んだり、閲覧できる機能もありユーザーの声を貴重なものにしている。同サイトを運営するのは有限会社ネットアビリティー。

## 沿革
- 2005年8月 - 株式会社クラブネッツの代理店として、有限会社ネットアビリティー設立。
- 2006年5月 - 京都を中心とするグルメサイトぐるめどすを開設。サービス開始。
- 2006年9月 - 京都のポータルサイト週刊京都サクサクと業務提携。
- 2007年2月 ユーザーの生の声を聞ける口コミサイトをぐるめどす内にオープン。